# Râul Slatina, Nera
Râul Slatina este un curs de apă, afluent al râului Bresnic. 